# Andreas Dietziker
Andreas Dietziker (* 15. Oktober 1982 in Goldingen SG) ist ein ehemaliger Schweizer Radrennfahrer.

## Leben
Andreas Dietziker vermochte in seiner Karriere vor allem in den Nachwuchskategorien zu überzeugen: 1998 gewann er als Junior die Schweizer Meistertitel auf der Strasse, im Einzelzeitfahren sowie im Omnium auf der Bahn. 2004 gewann er den Schweizer Meistertitel auf der Strasse in der Kategorie U23.
2005 schloss sich Dietziker dem tschechischen Radsportteam Ed’ System ZVVZ an. Zu seinen besten Platzierungen im ersten Jahr gehörten neben einem dritten Platz bei einer Etappe der Uniqa Classic der achte Platz bei den Schweizer Strassenmeisterschaften sowie ein sechster Platz im Einzelzeitfahren. 2006 wechselte er zum italienischen Team LPR. Beim Prolog der Tour de Romandie konnte er mit einem neunten Platz erstmals in einem zur ProTour zählenden Rennen auf sich aufmerksam machen.
2007 errang Dietziker mit dem Sieg beim Eintagesrennen Giro del Mendrisiotto und bei einer Etappe bei der Rheinland-Pfalz-Rundfahrt erste internationale Elitesiege. Seinen grössten Erfolg erzielte Dietziker an der Bayern-Rundfahrt 2008, als er mit vier Sekunden Rückstand auf den Gesamtsieger den zweiten Platz belegte. Ausserdem belegte er den dritten Platz an den Schweizer Meisterschaften 2008.
Mit der Saison 2012 beendete Dietziker seine Karriere als Strassenfahrer.

## Erfolge
2004
- Schweizer Meister – Einzelzeitfahren (U23)

2007
- Giro del Mendrisiotto
- eine Etappe Rheinland-Pfalz-Rundfahrt

2012
- Mannschaftszeitfahren Settimana Internazionale